# 27e assemblée générale de l'Île-du-Prince-Édouard
La 27e assemblée générale de l'Île-du-Prince-Édouard est en séance du 15 mars 1877 au 12 mars 1879. Le premier gouvernement est une coalition protestante dirigée par Louis Henry Davies. Lorsque la coalition échoue, le Parti conservateur dirigé par William Wilfred Sullivan forme le nouveau gouvernement.
Henry Beer est élu président de l'Assemblée législative de l'Île-du-Prince-Édouard.
Il y a trois sessions lors de la 27e assemblée générale :
| Session | Début           | Fin           |
| ------- | --------------- | ------------- |
| 1re     | 15 mars 1877    | 18 avril 1877 |
| 2e      | 14 mars 1878    | 18 avril 1878 |
| 3e      | 27 février 1879 | 11 mars 1879  |

## Liste des membres

### Kings
| Circonscription |  | Membre              | Parti        |
| 1er Kings       |  | James R. McLean     | Libéral      |
| 1er Kings       |  | Lauchlin MacDonald  | Libéral      |
| 2e Kings        |  | William W. Sullivan | Conservateur |
| 2e Kings        |  | Hilary McIsaac      | Conservateur |
| 3e Kings        |  | James E. MacDonald  | Conservateur |
| 3e Kings        |  | John G. Scrimgeour  | Libéral      |
| 4e Kings        |  | Samuel Prowse       | Conservateur |
| 4e Kings        |  | James E. Robertson  | Libéral      |
| 5e Kings        |  | Daniel Gordon       | Conservateur |
| 5e Kings        |  | Lewis J. Westaway   | Libéral      |

### Prince
| Circonscription |  | Membre                   | Parti        |
| 1er Prince      |  | Edward Hackett           | Indépendant  |
| 1er Prince      |  | Nicholas Conroy          | Libéral      |
| 2e Prince       |  | John Yeo                 | Conservateur |
| 2e Prince       |  | James W. Richards        | Conservateur |
| 3e Prince       |  | John Alexander MacDonald | Conservateur |
| 3e Prince       |  | Joseph-Octave Arsenault  | Conservateur |
| 4e Prince       |  | John R. Calhoun          | Libéral      |
| 4e Prince       |  | William C. Lea           | Libéral      |
| 5e Prince       |  | John Lefurgey            | Conservateur |
| 5e Prince       |  | Angus McMillan           | Libéral      |

### Queens
| Circonscription |  | Membre             | Parti        |
| 1er Queens      |  | William D. Stewart | Libéral      |
| 1er Queens      |  | William Campbell   | Conservateur |
| 2e Queens       |  | Donald Farquharson | Libéral      |
| 2e Queens       |  | Donald McKay       | Conservateur |
| 3e Queens       |  | Francis Kelly      | Conservateur |
| 3e Queens       |  | Henry Beer         | Libéral      |
| 4e Queens       |  | William Welsh      | Libéral      |
| 4e Queens       |  | John F. Robertson  | Indépendant  |
| 5e Queens       |  | Louis H. Davies    | Libéral      |
| 5e Queens       |  | George W. Deblois  | Conservateur |